# Einsjäger & Siebenjäger
Einsjäger & Siebenjäger – piąty album studyjny niemieckiego zespołu krautrockowego Popol Vuh, wydany nakładem wytwórni fonograficznej Kosmische Musik w 1974 roku.

## Lista utworów
Opracowano na podstawie materiału źródłowego.
Muzykę napisali Florian Fricke (A2, A4, A5, B1) i Daniel Fichelscher (A1, A3). Podstawą dla słów, które opracował Fricke, były teksty przypisywane biblijnemu Salomonowi.

Wydanie LP:
Strona A:
| Nr | Tytuł utworu      | Długość |
| -- | ----------------- | ------- |
| 1. | „Kleiner Krieger” | 1:05    |
| 2. | „King Minos”      | 4:30    |
| 3. | „Morgengruss”     | 2:55    |
| 4. | „Würfelspiel”     | 3:00    |
| 5. | „Gutes Land”      | 5:13    |
|    |                   | 16:43   |

Strona B:
| Nr | Tytuł utworu                | Długość |
| -- | --------------------------- | ------- |
| 1. | „Einsjäger und Siebenjäger” | 19:30   |
|    |                             | 19:30   |

Wydanie CD (SPV Recordings 2004) – utwory dodatkowe:
| Nr | Tytuł utworu    | Długość |
| -- | --------------- | ------- |
| 1. | „King Minos II” | 1:55    |
| 2. | „Wo Bist Du?”   | 5:42    |
|    |                 | 7:37    |

## Twórcy
Opracowano na podstawie materiału źródłowego.
Muzycy:
- Florian Fricke – fortepian, szpinet
- Daniel Fichelscher – gitara elektryczna, gitara akustyczna, instrumenty perkusyjne
- Djong Yun – śpiew

Muzycy dodatkowi:
- Olaf Kübler – flet (4)

Produkcja:
- Popol Vuh - produkcja muzyczna, miksowanie
- H. Meier – inżynieria dźwięku
- Peter Geitner – oprawa graficzna
- Bettina Fricke - fotografia